# Anastasia Potapova
Anastasia Sergeyevna Potapova (Saratov, 30 de março de 2001) é uma tenista russa. Possui 2 títulos de simples e 3 de duplas no WTA Tour. Foi a nº 1 de simples juvenil, assim como campeã do Torneio de Wimbledon de 2016 da categoria, derrotando a ucraniana Dayana Yastremska na final.
Fez a estreia em torneios profissionais do Grand Slam no Torneio de Wimbledon de 2017.

## Carreira

### Juvenil
No circuito júnior, Potapova alcançou o 1º lugar no ranking, o mais alto de sua carreira, em julho de 2016. Potapova teve grande sucesso no circuito júnior, incluindo uma semifinal no Aberto da França de 2016, quartas de final no Australian Open de 2016, Torneio de Wimbledon de 2015 e finais de duplas no US Open de 2015 e no Aberto da França de 2016. Potapova conquistou o título feminino do Torneio de Wimbledon de 2016, derrotando Dayana Yastremska na final. Dois dos sete match points no set final foram anulados por desafios. Este título fez dela a número 1 júnior do mundo.
Outros destaques como júnior de Potapova incluem aparições nas semifinais no Trofeo Bonfiglio e no Orange Bowl Championships, ambos eventos de Grau A. Seu maior título júnior, excluindo Wimbledon, é o Nike Junior International em Roehampton, um evento de Grau 1, onde ela derrotou outras jogadoras juniores altamente cotadas, como Claire Liu [en], Jaimee Fourlis [en], Sofia Kenin, Olga Danilović e Olesya Pervushina [en] a caminho de vencer o título.

### 2017: Ascensão precoce
Começando seu primeiro ano completo na turnê, Potapova começou 2017 sem classificação, pois havia disputado apenas dois eventos profissionais no início do ano. Ela derrotou a rival Amanda Anisimova na final em um evento de US$ 25k realizado em Curitiba. Este triunfo a levou a derrotar Teliana Pereira em sua primeira vitória no top 200 e a colocou no top 500 do ranking pela primeira vez em sua carreira.
Ela então fez sua estreia em um evento WTA, tendo recebido um "wild card" para competir nas rodadas da qualificatória de um evento Premier Mandatory em Miami, derrotando Maria Sakkari em sua primeira vitória sobre uma das 100 primeiras antes de cair para Jana Čepelová em dois sets. Uma série de boas campanhas no saibro a levou a chegar a duas semifinais da ITF consecutivas, principalmente no Empire Slovak Open, onde ela ficou muito próxima de chegar à final, perdendo por 5–7 no set final contra Verónica Cepede Royg, que chegou à segunda semana no Aberto da França.
Potapova recebeu outro "wild card", desta vez para a chave qualificatória de Wimbledon. Ela aproveitou suas chances, conduzindo todas as suas partidas em dois sets para fazer sua estreia na chave principal de um Grand Slam derrotando Elizaveta Kulichkova na última rodada. No entanto, uma forte queda durante a partida da primeira rodada a forçou a se retirar contra Tatjana Maria, encerrando sua campanha impressionante.
Uma série de maus resultados se seguiram para Potapova, que alcançou apenas uma quartas de final da ITF até o final do ano. Ela terminou o ano em 242º lugar, com um recorde de vitórias e derrotas de 20–14 e oito vitórias entre as 200 primeiras.

### 2018: Primeira final de simples e duplas do WTA
Potapova começou 2018 chegando à final no evento Sharm El Sheikh US$ 15k, mas foi derrotada pela número 769 do mundo, Yuliya Hatouka [en]. Ela então jogou em sua segunda partida da chave principal do WTA Tour no St. Petersburg Ladies Trophy, onde finalmente conquistou sua primeira vitória na chave principal contra Tatjana Maria, em dois sets. Isso levou à uma partida de segunda rodada de grande sucesso entre a recém-coroada campeã do Aberto da Austrália e número um do mundo, Wozniacki e Potapova, um confronto entre experiência e juventude. No entanto, Potapova só conseguiu vencer um game contra Wozniacki, caindo por 0–6, 1–6 para encerrar sua campanha.
Potapova fez sua estreia na Fed Cup pela Rússia, mas perdeu para Viktória Hrunčáková [en], melhor ranqueada, e não conseguiu levar seu país à vitória naquele fim de semana. Outra final da ITF aguardava Potapova, desta vez na O1 Properties Ladies Cup [en], realizada na Rússia. Ela venceu Monica Niculescu, 64ª colocada, mas não conseguiu prosseguir em sua campanha ao ser derrotada pela cabeça de chave N° 2 Vera Lapko [en].
Alcançando sua primeira final profissional em quadra de saibro em Roma [en], ela perdeu para Dayana Yastremska, tendo vencido apenas um game no processo.
Potapova teve a chance de participar de mais um evento WTA e entrou na Moscow River Cup [en] por meio de um "wild card". Ela derrotou duas jogadoras do top 100 e saiu do nada para chegar à sua primeira final WTA, mas vacilou no último obstáculo ao cair para a colega Olga Danilović, de 17 anos, em um confronto histórico da nova geração. Ela liderou por uma quebra no set decisivo, mas não conseguiu fechar a vitória, mas ainda assim conseguiu fazer sua estreia no top 150 com esta campanha incrível. No mesmo torneio, ela conquistou seu primeiro título WTA em duplas com Vera Zvonareva.
Potapova perdeu na rodada final da qualificatória no US Open para Julia Glushko, mas se recuperou para se classificar para sua terceira participação na chave principal do WTA Tour no Tashkent Open. Ela derrotou Stefanie Vögele efetivando uma revanche de sua derrota em Moscou contra Olga Danilović na segunda rodada. Ela então derrotou Kateryna Kozlova nas semifinais para estabelecer uma final totalmente russa com Margarita Gasparyan, onde foi derrotada com um placar elástico (6-1, 6-2).
Sua temporada terminou com uma derrota difícil, mas encorajadora para a eventual semifinalista e oitava cabeça-de-chave Anett Kontaveit na primeira rodada da Kremlin Cup, apesar de liderar por uma quebra no set final. No entanto, ela terminou o ano entre as 100 melhores pela primeira vez em sua carreira, com um recorde de vitórias e derrotas de 6–2 contra as 100 melhores jogadoras.

### 2019: Primeira vitória em um evento de Grand Slam
Potapova recebeu entrada para a chave principal do Australian Open e jogou sua primeira partida contra Pauline Parmentier, derrotando-a em dois sets. Esta foi a primeira vitória de Potapova na chave principal de um torneio do Grand Slam. Na segunda rodada, ela foi derrotada pela 17ª cabeça-de-chave Madison Keys.
Ela então obteve uma vitória forte na semifinal no Hungarian Ladies Open, derrotando Sorana Cîrstea no "tiebreak" do último set. No mesmo torneio, ela também chegou à semifinal de duplas ao lado de Anna Blinkova, mas perderam para as compatriotas Ekaterina Alexandrova / Vera Zvonareva em três sets.
Depois de derrotas na primeira rodada das qualificatórias no Indian Wells Open e no Miami Open, Potapova voltou para ajudar a garantir a vaga da Rússia no Grupo Mundial 2 com uma vitória de virada sobre Martina Trevisan. Ela também fez parceria com Vlada Koval [en] para vencer a chave de repescagem de duplas.
A russa conquistou sua primeira vitória no top 20 sobre Anastasija Sevastova no Aberto de Praga e surpreendeu a número 5 do mundo, Angelique Kerber, na primeira rodada do Aberto da França.
Potapova conquistou seu segundo título de duplas do WTA Tour no Ladies Open Lausanne com Yana Sizikova [en] e chegou às semifinais do Baltic Open, onde perdeu para Sevastova em dois sets.
Ela perdeu na primeira rodada do US Open para Coco Gauff em três sets, antes de chegar à segunda rodada no Korea Open, onde machucou o tornozelo na partida contra Magda Linette.
Potapova terminou sua temporada com uma derrota na primeira rodada da Kremlin Cup para a boa amiga Anna Kalinskaya.

### 2020: Atingindo consistência, cirurgia
Potapova começou a nova temporada no Brisbane International, onde perdeu na rodada final da qualificatória para Yulia Putintseva. Competindo na primeira edição do Adelaide International, ela foi derrotada na rodada final da qualificatória por Arina Rodionova. No Australian Open, ela foi derrotada na primeira rodada pela oitava cabeça-de-chave e sete vezes campeã, Serena Williams.
Passando pela qualificatória no St. Petersburg Ladies Trophy, Potapova chegou às quartas de final, onde perdeu para a segunda cabeça-de-chave, atual campeã e eventual campeã Kiki Bertens. No Abierto Mexicano Telcel, ela foi derrotada nas quartas de final pela vinda da qualificatória e eventual finalista, Leylah Fernandez. Em Monterrey, ela chegou às quartas de final após vitórias sobre as vindas da qualificatória Giulia Gatto-Monticone [en] e Tamara Zidanšek. Apesar de ter dois match points no terceiro set, ela acabou perdendo para a segunda cabeça-de-chave Johanna Konta.
Potapova não jogou mais torneios pelo resto do ano devido a uma cirurgia no tornozelo devido a uma lesão sofrida no Aberto da Coreia um ano antes. Ela terminou sua temporada em 100º lugar.

### 2021: Primeira quarta de final do WTA 1000
Começando sua temporada de 2021 na primeira edição do Abu Dhabi Open, Potapova perdeu na primeira rodada para a nona cabeça-de-chave Maria Sakkari. Na primeira edição do Gippsland Trophy, ela foi derrotada na segunda rodada pela cabeça-de-chave Simona Halep. No Australian Open, ela derrotou a 24ª cabeça-de-chave Alison Riske na primeira rodada. Ela perdeu na terceira rodada para a décima cabeça-de-chave Serena Williams, apesar de ter vários set points. Após o Australian Open, ela competiu na primeira edição do Phillip Island Trophy, onde foi derrotada na primeira rodada pela 16ª cabeça-de-chave Rebecca Peterson. No entanto, em duplas, ela e Anna Blinkova chegaram à final, onde perderam para Ankita Raina [en] / Kamilla Rakhimova. Em Doha, Potapova perdeu na segunda rodada das eliminatórias para Jessica Pegula.
No Dubai Championships, ela venceu a 11ª cabeça-de-chave Madison Keys e a sexta cabeça-de-chave e campeã de 2019, Belinda Bencic, para chegar às quartas de final de um torneio WTA 1000 pela primeira vez em sua carreira. Ela acabou perdendo para a eventual finalista Barbora Krejčíková. No Miami Open, ela foi derrotada na primeira rodada por Ajla Tomljanović.
O primeiro torneio em quadra de saibro de Potapova da temporada foi no Charleston Open. Ela perdeu na primeira rodada para Anastasija Sevastova. Na Istanbul Cup, ela derrotou a sexta cabeça de chave e compatriota Anastasia Pavlyuchenkova em uma batalha de três sets na primeira rodada. Ela foi derrotada na segunda rodada pela eventual campeã Sorana Cîrstea. Em Madri, ela perdeu na última rodada da qualificatória para Kristina Mladenovic. No Aberto da Itália, foi derrotada na última rodada das eliminatórias por Bernarda Pera. No Aberto da França, ela perdeu a primeira rodada para Leylah Fernandez.
Potapova salvou match points contra Nina Stojanović [en] na primeira rodada do Birmingham Classic e alcançou sua segunda quarta de final do ano no WTA Tour com uma vitória confortável sobre Mladenovic. No entanto, ela perdeu para a eventual campeã Ons Jabeur em dois sets. Potapova foi então derrotada na primeira rodada de Wimbledon por Donna Vekić.
Potapova se classificou para a chave principal do Aberto do Canadá com outra vitória sobre Mladenovic e surpreendeu Shelby Rogers na primeira rodada. No entanto, ela foi forçada a se retirar na segunda rodada devido a uma lesão. Ela caiu na primeira rodada do US Open contra a 23ª cabeça-de-chave Jessica Pegula em dois sets.
No Ostrava Open, Potapova se classificou com sucesso para a chave principal e venceu a ex-top 5 Caroline Garcia, na primeira rodada. Ela então perdeu para a segunda cabeça-de-chave Petra Kvitová, em três sets. Ela chegou à sua terceira quartas de final do ano no Astana Open [en], onde derrotou Mladenovic pela terceira vez no ano.
Sua temporada terminou com derrotas na primeira rodada da Kremlin Cup contra Simona Halep e no Transylvania Open contra Tomljanovic mais uma vez.

### 2022: Títulos WTA e estreia no top 50 em simples e duplas
Potapova começou sua temporada brilhantemente no Melbourne Summer Set 1, onde chegou às quartas de final, mas perdeu para a compatriota Veronika Kudermetova em três sets. A russa também foi derrotada na primeira rodada do Australian Open pela 30ª cabeça-de-chave Camila Giorgi. No entanto, ela chegou à sua primeira quartas de final de Grand Slam em duplas ao lado de Rebecca Peterson, embora tenham perdido para as finalistas Beatriz Haddad Maia / Anna Danilina, apesar de liderar por um set e uma quebra.
Ela foi eliminada na primeira rodada do St. Petersburg Ladies Trophy, Monterrey Open e Indian Wells Open, e o fracasso em defender seus pontos de Dubai em 2021 significou que ela saiu do top 100. Mesmo assim, ela chegou às semifinais de duplas em São Petersburgo com Vera Zvonareva.
Ranqueada em 122º lugar na Istanbul Cup, ela ganhou seu primeiro título WTA vinda qualificatória, derrotando a terceira cabeça-de-chave e número 29 do mundo, Veronika Kudermetova. Como resultado, ela voltou ao top 80 do ranking, na 78ª posição mundial em 25 de abril de 2022.
Em junho, ela foi suspensa por jogar em Wimbledon devido ao banimento de jogadores russos, decorrente da invasão russa na Ucrânia.
Em julho, Potapova chegou às semifinais do Lausanne Open, onde perdeu em dois sets para a sérvia Olga Danilović. Mesmo assim, este resultado garantiu a ela um novo recorde na carreira, a 63ª posição. Ela também chegou às semifinais do Hamburg European Open, perdendo em dois sets para a nº 2 do mundo, Anett Kontaveit.
Após sua participação na final do Prague Open, onde perdeu para Marie Bouzková, ela alcançou o top 50 como número 48 do mundo, em 1º de agosto de 2022. No mesmo torneio, ela conquistou seu terceiro título de duplas com Yana Sizikova [en] derrotando as compatriotas Angelina Gabueva [en] e Anastasia Zakharova [en]. Ela alcançou a classificação mais alta de sua carreira, a 52ª posição em duplas, também em 1º de agosto de 2022.

### 2023: segundo título, Advertência da WTA, quartas de final do WTA 1000 e top 25
Em fevereiro, Potapova ganhou seu segundo título no WTA Tour da carreira no Upper Austria Ladies Linz, vencendo Petra Martic em dois sets diretos na final.
Em março, a WTA emitiu uma advertência formal a Potapova por usar uma camiseta do time de futebol russo Spartak Moscou antes de uma partida em Indian Wells. Suas ações foram vistas como uma demonstração pública de apoio a seu país durante a invasão da Ucrânia. Potapova disse que torce para o Spartak desde os 13 anos e não vê provocação em vestir a camisa. A WTA disse que o que ela fez "não foi aceitável nem uma ação apropriada".
Naquele mesmo mês, em Indian Wells, ela perdeu na terceira rodada para a cabeça de chave N° 3 Jessica Pegula num jogo difícil em 3 sets (6-3, 4-6, 5-7). Como 27ª cabeça de chave em Miami, ela chegou às quartas de final derrotando no caminho: Coco Gauff, 6ª cabeça de chave em 3 sets e Zheng Qinwen a 23ª com um tiebreak no segundo set. Na semifinal, ela perdeu novamente para a mesma Jessica Pegula, dessa vez com um tiebreak no terceiro set. Como resultado, ela alcançou a posição de número 24 no ranking da WTA no dia 10 de abril.
Potapova iniciou a temporada de saibro pelo Porsche Tennis Grand Prix, onde chegou à semifinal quando perdeu para Aryna Sabalenka em sets diretos. Seguiu para Madri onde chegou à terceira rodada e perdeu para Veronika Kudermetova em três sets. O desempenho se repetiu em Roma contra a mesma adversária. E mais uma vez, em Roland Garros ela chegou à terceira rodada onde também perdeu em três sets, desta vez para Anastasia Pavlyuchenkova.
A temporada em quadras de grama teve início em Birmingham, onde Potapova chegou à semifinal, perdendo para a eventual campeã Jelena Ostapenko num jogo de três sets. Em Wimbledon, ela teve um bom início, vencendo Celine Naef [en] na primeira rodada e Kaja Juvan na segunda, ambos os jogos em sets diretos. No entanto, na terceira rodada perdeu para a estreante e vinda da qualificatória Mirra Andreeva, também em sets diretos.

### 2024
Potapova iniciou a temporada no torneio Brisbane International no qual, como cabeça de chave N° 11, ficou de "bye" na primeira rodada, passou por Daria Saville na segunda e por Veronika Kudermetova na terceira, ambos jogos duros de três sets, para chegar às quartas de final contra Elena Rybakina. Nesse jogo, depois de perder o primeiro set de forma contundente, foi forçada a abandonar devido a uma contusão na região abdominal. Em seguida, partiu direto para o Australian Open, no qual como "cabeça de chave" N° 23, foi eliminada por Kaja Juvan em sets diretos na primeira rodada.
Prosseguindo sua campanha em quadras duras, agora na Europa, Potapova participou do Upper Austria Ladies Linz, onde, como "cabeça de chave" N° 5 e defensora do título, venceu a vinda da qualificatória Sara Errani na primeira rodada em sets diretos, Elisabetta Cocciaretto na segunda em jogo muito equilibrado de três sets e perdeu para a Ekaterina Alexandrova na terceira, em sets diretos. Já no Oriente Médio, Potapova participou do Qatar Open, onde venceu Martina Trevisan, na primeira rodada em sets diretos mas perdeu para Karolina Pliskova na segunda em jogo de três sets. Em Dubai, chegou às oitavas de final, onde perdeu para a cabeça de chave N° 6 Qinwen Zheng em sets diretos. No giro americano, chegou às quartas de final em Indian Wells, onde perdeu para Marta Kostyuk em sets diretos. No torneio seguinte em Miami, perdeu na primeira rodada para a eventual campeã Danielle Collins em sets diretos.
Potapova iniciou a temporada em quadras de saibro no Porsche Tennis Grand Prix onde venceu Liudmila Samsonova na primeira rodada em jogo de três sets, mas perdeu na segunda para a cabeça de chave N° 6 Marketa Vondrousova em sets diretos. O desempenho foi semelhante no Aberto de Madri, onde venceu Diana Shnaider na primeira rodada e perdeu na segunda para Leylah Fernandez, ambos os jogos em sets diretos. E mais uma vez, no Aberto de Roma, ela venceu Wang Xiyu na primeira rodada e perdeu na segunda para a cabeça de chave N° 9 Jelena Ostapenko, ambos os jogos em sets diretos. Já no Aberto da França, venceu Kamilla Rakhimova, na primeira rodada em sets diretos, venceu Viktorija Golubic, na segunda, também em sets diretos e Wang Xinyu na terceira em jogo de três sets, chegando às oitavas de final, onde perdeu para a cabeça de chave N° 1, Iga Swiatek, em contundentes sets diretos (com uma "bicicleta").
Potapova começou a temporada em quadras de grama pelo Birmingham Classic, no qual venceu Elina Avanesyan, na primeira rodada, Lucia Bronzetti na segunda, e a cabeça de chave N° 2, Barbora Krejcikova, nas quartas de final, todos esses jogos em sets diretos. Na semifinal, enfrentou Ajla Tomljanovic, jogo que perdeu em sets diretos. na sequência, participou do Rothesay International, no qual foi obrigada a desistir da partida contra Yuan Yue na primeira rodada, por contusão, quando o segundo set foi para o "tiebreak". Em seguida, participou do Torneio de Wimbledon, no qual enfrentou Bernarda Pera, na primeira rodada, jogo que perdeu em três sets bem equilibrados.

## Galeria

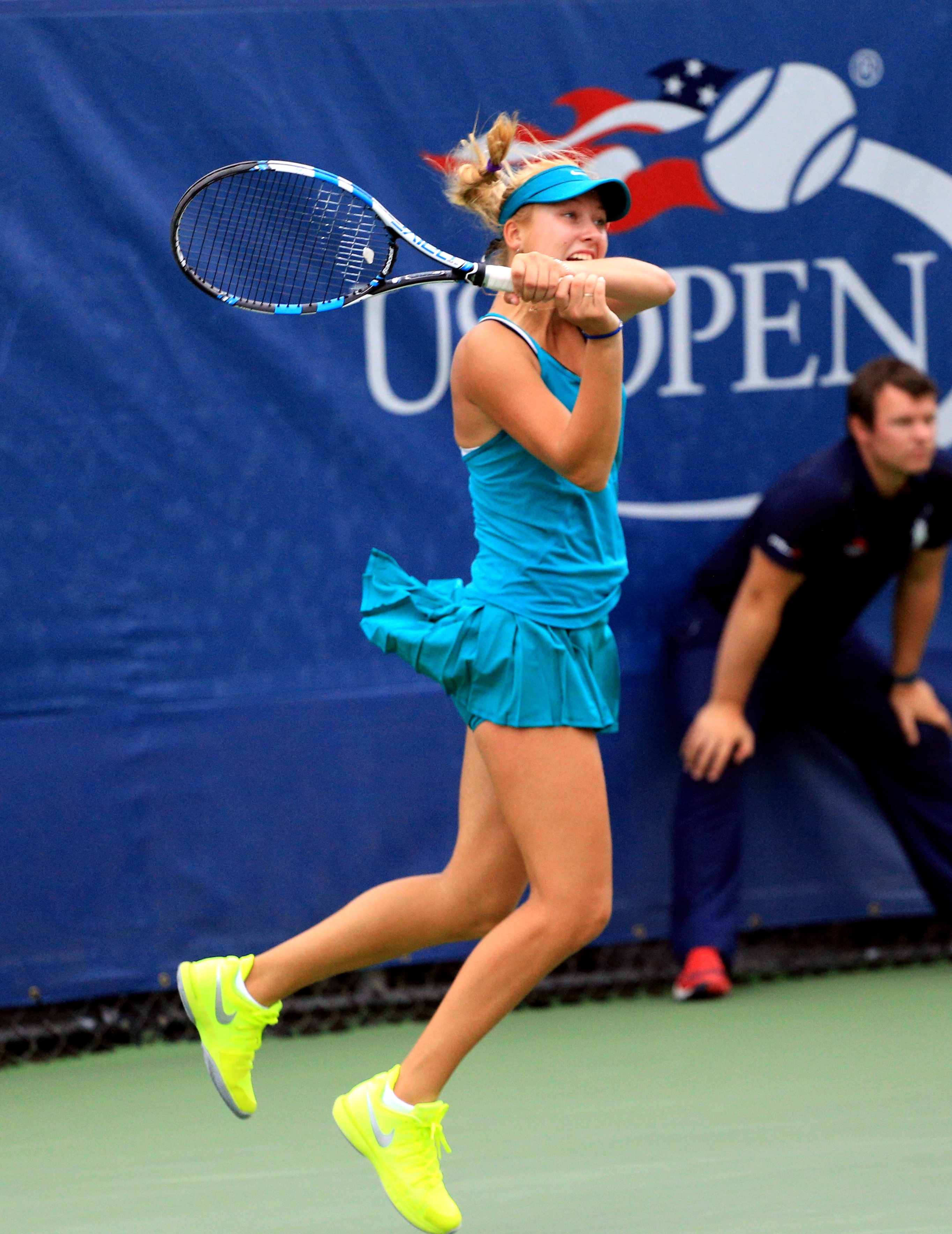
Potapova em 2015.
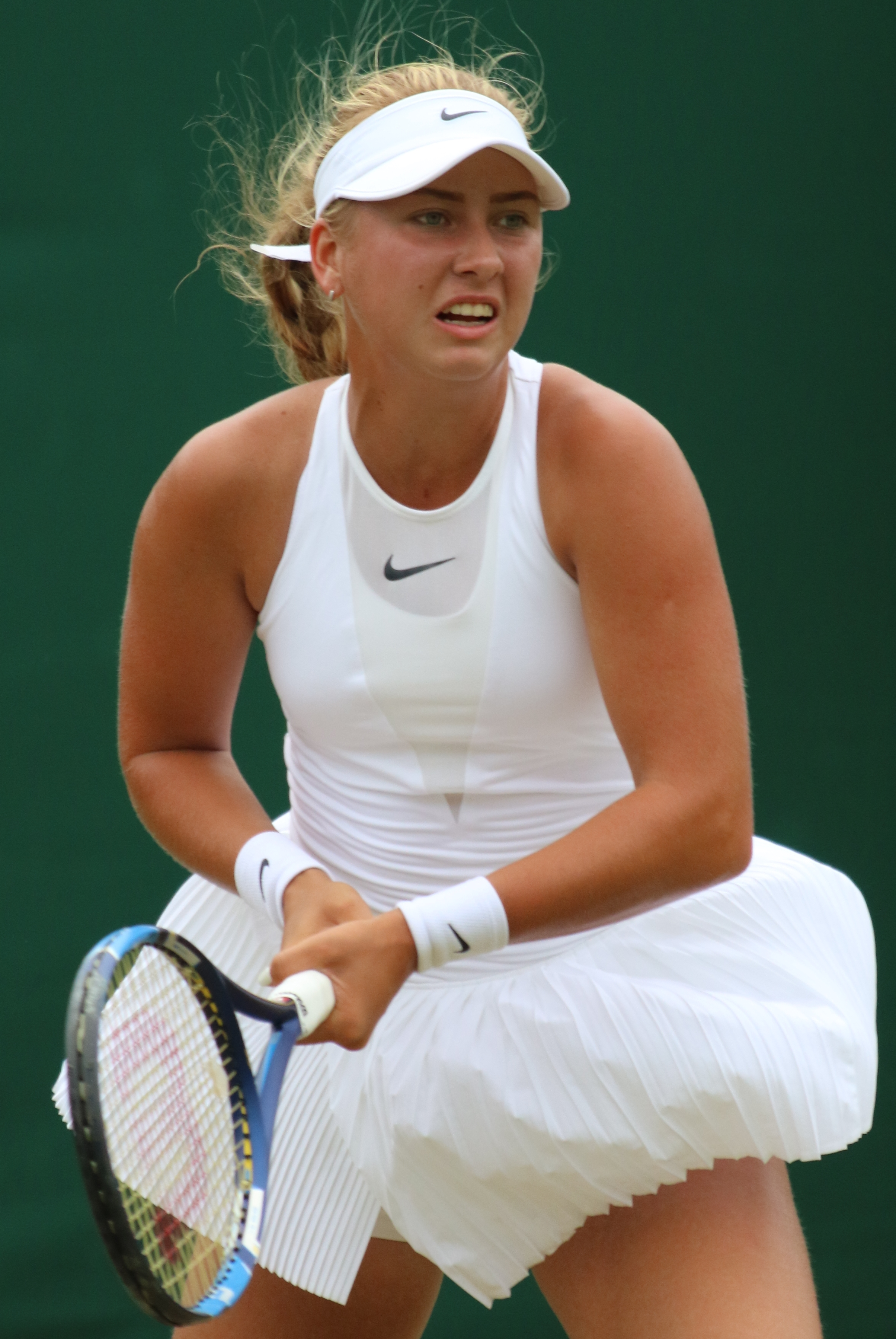
Wimbledon, 2017.
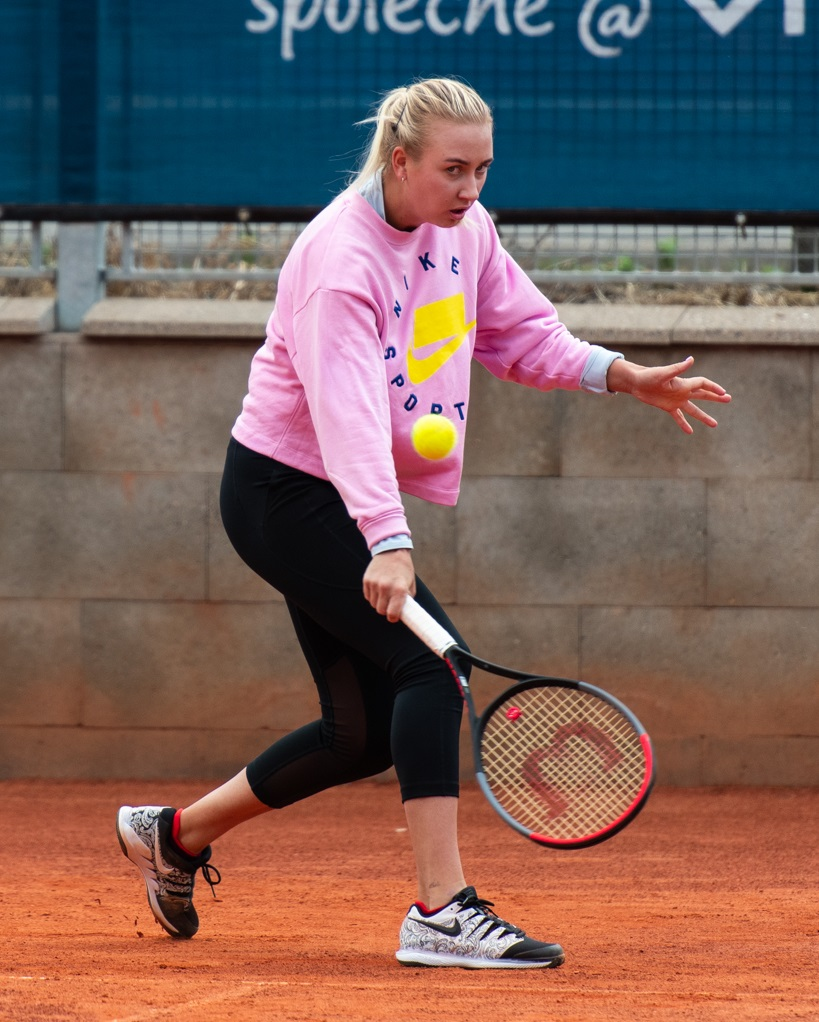
Potapova em 2019.
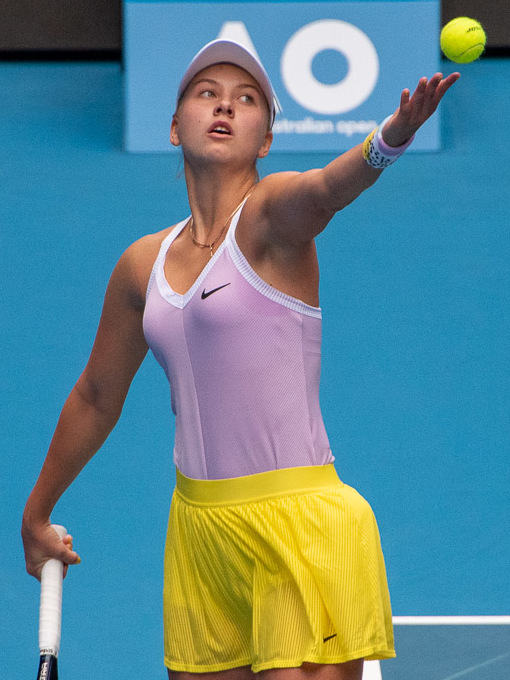
Potapova em 2020.

## Finais da WTA

### Simples: 3 (1 título, 2 vices)
| Legenda                             |
| ----------------------------------- |
| Torneios Grand Slam (0–0)           |
| Torneios do WTA Tour (0–0)          |
| Premier Mandatory & Premier 5 (0–0) |
| Premier (0–0)                       |
| International (0–2)                 |

| Finais por piso |
| --------------- |
| Duro (0–1)      |
| Grama (0–0)     |
| Saibro (1–1)    |
| Carpete (0–0)   |

| Status | N° | Data     | Torneio                                               | Piso   | Oponente             | Placar             |
| ------ | -- | -------- | ----------------------------------------------------- | ------ | -------------------- | ------------------ |
| Venceu | 1. | Abr 2022 | TEB BNP Paribas Tennis Championship Istanbul, Turquia | saibro | Veronika Kudermetova | 6–3, 6–1           |
| Perdeu | 2. | Set 2018 | Tashkent Open, Uzbequistão                            | duro   | Margarita Gasparyan  | 2–6, 1–6           |
| Perdeu | 1. | Jul 2018 | Moscow River Cup, Rússia                              | saibro | Olga Danilović       | 5–7, 7–6(7–1), 4–6 |

### Duplas: 2 (2 títulos)
| Legenda                             |
| ----------------------------------- |
| Torneios Grand Slam (0–0)           |
| Torneios do WTA Tour (0–0)          |
| Premier Mandatory & Premier 5 (0–0) |
| Premier (0–0)                       |
| International (2–0)                 |

| Finais por piso |
| --------------- |
| Duro (0–0)      |
| Grama (0–0)     |
| Saibro (2–0)    |
| Carpete (0–0)   |

| Status | N° | Data     | Torneio                     | Piso   | Parceira       | Oponentes                          | Placar   |
| ------ | -- | -------- | --------------------------- | ------ | -------------- | ---------------------------------- | -------- |
| Venceu | 2. | Jul 2019 | Ladies Open Lausanne, Suíça | saibro | Yana Sizikova  | Monique Adamczak Han Xinyun        | 6–2, 6–4 |
| Venceu | 1. | Jul 2018 | Moscow River Cup, Rússia    | saibro | Vera Zvonareva | Alexandra Panova Galina Voskoboeva | 6–0, 6–3 |

## Finais do Circuito ITF

### Simples: 4 (1 título, 3 vices)
| Legenda                 |
| ----------------------- |
| Torneios de US$ 100.000 |
| Torneios de US$ 80.000  |
| Torneios de US$ 60.000  |
| Torneios de US$ 25.000  |
| Torneios de US$ 15.000  |

| Finais por piso |
| --------------- |
| Duro (1–2)      |
| Saibro (1–0)    |
| Grama (0–0)     |
| Carpete (0–0)   |

| Status | N° | Data     | Torneio                | Piso   | Oponente          | Placar             |
| ------ | -- | -------- | ---------------------- | ------ | ----------------- | ------------------ |
| Perdeu | 3. | Jul 2018 | Roma, Itália           | saibro | Dayana Yastremska | 1–6, 0–6           |
| Perdeu | 2. | Mai 2018 | Khimki, Rússia         | duro   | Vera Lapko        | 1–6, 3–6           |
| Perdeu | 1. | Jan 2018 | Sharm El Sheikh, Egito | duro   | Yuliya Hatouka    | 4–6, 6–4, 5–7      |
| Venceu | 1. | Mar 2017 | ITF Curitiba, Brasil   | duro   | Amanda Anisimova  | 6–7(7–9), 7–5, 6–2 |

### Duplas: 4 (2 títulos, 2 vices)
| Legenda                 |
| ----------------------- |
| Torneios de US$ 100.000 |
| Torneios de US$ 80.000  |
| Torneios de US$ 60.000  |
| Torneios de US$ 25.000  |
| Torneios de US$ 15.000  |

| Finais por piso |
| --------------- |
| Duro (1–2)      |
| Saibro (1–0)    |
| Grama (0–0)     |
| Carpete (0–0)   |

| Status | N° | Data     | Torneio                | Piso   | Parceira          | Oponentes                           | Placar           |
| ------ | -- | -------- | ---------------------- | ------ | ----------------- | ----------------------------------- | ---------------- |
| Perdeu | 2. | Abr 2018 | Istanbul, Turquia      | duro   | Olga Doroshina    | Ayla Aksu Harriet Dart              | 4–6, 6–7(3–7)    |
| Perdeu | 1. | Jan 2018 | Sharm El Sheikh, Egito | duro   | Ekaterina Yashina | Jade Lewis Erin Routliffe           | 6–0, 5–7, [6–10] |
| Venceu | 2. | Jul 2017 | Praga, Tchéquia        | saibro | Dayana Yastremska | Mihaela Buzărnescu Alona Fomina     | 6–2, 6–2         |
| Venceu | 1. | Mai 2017 | Khimki, Rússia         | duro   | Olesya Pervushina | Ekaterina Kazionova Daria Kruzhkova | 6–0, 6–1         |

## Finais de Grand Slam Juvenil

### Simples: 1 (1 título)
| Status | Ano  | Torneio   | Piso  | Oponente          | Placar   |
| ------ | ---- | --------- | ----- | ----------------- | -------- |
| Venceu | 2016 | Wimbledon | grama | Dayana Yastremska | 6–4, 6–3 |

### Duplas: 3 (3 vices)
| Status | Ano  | Torneio       | Piso   | Parceira          | Oponentes                             | Placar           |
| ------ | ---- | ------------- | ------ | ----------------- | ------------------------------------- | ---------------- |
| Perdeu | 2017 | Roland Garros | saibro | Olesya Pervushina | Bianca Andreescu Carson Branstine     | 1–6, 3–6         |
| Perdeu | 2016 | Roland Garros | saibro | Olesya Pervushina | Paula Arias Manjón Olga Danilović     | 6–3, 3–6, [8–10] |
| Perdeu | 2015 | US Open       | duro   | Anna Kalinskaya   | Viktória Kužmová Aleksandra Pospelova | 5–7, 2–6         |